# Domingo Perurena Telletxea
Domingo Txomin Perurena Telletxea (Oiartzun, 15 de desembre de 1943 - Sant Sebastià, 8 de juny de 2023) va ser un ciclista basc que fou professional entre 1963 i 1979, durant les quals va aconseguir 158 victòries.
Era un ciclista tot terreny, amb bona punta de velocitat i bones qualitats a la muntanya. Va aconseguir 12 victòries d'etapa a la Volta a Espanya i la classificació per punts de 1972 i 1974, a més de vestir el mallot groc de líder durant 29 dies. El seu millor resultat l'aconseguí el 1975, quan va acabar segon perdent el lideratge a la darrera etapa, disputada pels carrers de Donòstia. També va ser 4t el 1977, 5è el 1974 i 6è el 1972.
Al Giro d'Itàlia va aconseguir dos triomfs d'etapa. Al Tour de França el seu millor resultat a la classificació final l'aconseguí el 1966, en acabar 18è. El 1974 va guanyar el Gran Premi de la Muntanya.
Va ser dues vegades campió d'Espanya en ruta, el 1973 i el 1975, 2n el 1972 i 3r el 1971.
Després de retirar-se del ciclisme professional es va convertir en director esportiu, passant pels equips Teka, Orbea i Euskaltel-Euskadi, guanyant dues Volta a Espanya, una amb Marino Lejarreta (Teka), i una altra amb Pedro Delgado, (Orbea).

## Palmarès
- 1964
  - 1r a la Volta al Bidasoa
- 1965
  - 1r a la Prova de Legazpi
- 1966
  - 1r a la Pujada al Naranco
  - 1r a la Bordeus-Saintes
  - Vencedor d'una etapa a la Volta a Espanya
- 1967
  - Vencedor d'una etapa a la Volta a Espanya
  - 1r a la Setmana Catalana i vencedor de 2 etapes
- 1968
  - 1r a la Barcelona-Andorra
  - 1r al Gran Premi Pascuas
  - Vencedor d'una etapa a la Volta a Espanya
  - Vencedor d'una etapa a la Volta a Catalunya
  - Vencedor d'una etapa a la Setmana Catalana
- 1969
  - 1r a la Clàssica de Sabiñánigo
  - 1r al Gran Premi Pascuas
  - 1r al Gran Premi de Laudio
  - Vencedor d'una etapa a la Volta a Espanya
  - Vencedor d'una etapa a la Volta a Catalunya
  - Vencedor d'una etapa a la Volta a Euskadi
- 1970
  - 1r al Gran Premi de Laudio
  - Vencedor d'una etapa a la Volta a Euskadi
  - 1r als Sis dies de Madrid (amb José López Rodríguez)
- 1971
  - 1r al Gran Premi de Primavera
  - 1r a la Clàssica d'Ordizia
  - 1r al Gran Premi Pascuas
  - 1r al Gran Premi de Biscaia
  - Vencedor d'una etapa al Giro d'Itàlia
  - Vencedor de 2 etapes a la Volta a Catalunya
- 1972
  - 1r al Gran Premi de Laudio
  - 1r a la Clàssica d'Ordizia
  - 1r al Gran Premi de Biscaia
  - Vencedor d'una etapa a la Volta a Segòvia
  - Vencedor de 3 etapes a la Volta a Astúries
  - Vencedor de 3 etapes a la Volta a Catalunya
  - Vencedor de 2 etapes a la Volta a Espanya i 1r de la classificació per punts
  - Vencedor de 2 etapes a la Volta a Euskadi
- 1973
  -  Campió d'Espanya en ruta
  -  1r a la Volta a Catalunya i vencedor de 2 etapes
  - 1r al Gran Premi Navarra
  - 1r a la Volta a Segòvia i vencedor d'una etapa
  - Vencedor de 2 etapes a la Volta a Euskadi
  - Vencedor d'una etapa a la Volta a Espanya
  - Vencedor d'una etapa a la Volta a Suïssa
- 1974
  - 1r del Gran Premi de la Muntanya del Tour de França
  - 1r al Gran Premi Pascuas
  - Vencedor de 2 etapes a la Volta a Espanya i 1r de la classificació per punts
  - Vencedor de 4 etapes a la Volta a Euskadi
  - Vencedor de 2 etapes a la Volta a Catalunya
  - Vencedor d'una etapa del Dauphiné Libéré
  - Vencedor d'una etapa a la Volta a Astúries
- 1975
  -  Campió d'Espanya en ruta
  -  Campió d'Espanya de muntanya
  - 1r a la Clàssica de Sabiñánigo
  - 1r a la Clàssica als Ports
  - 1r al Gran Premi de Biscaia
  - Vencedor d'una etapa al Giro d'Itàlia
  - Vencedor d'una etapa a la Volta a Espanya
  - Vencedor de 3 etapes a la Volta a Catalunya
  - Vencedor d'una etapa a la Setmana Catalana
  - Vencedor d'una etapa a la Volta a Segòvia
- 1976
  - 1r a la Clàssica d'Ordizia
  - 1r al Gran Premi Pascuas
  - Vencedor de 2 etapes a la Volta a Astúries
  - Vencedor d'una etapa a la Volta a Euskadi
- 1977
  - 1r al Gran Premi de València
- 1978
  - 1r al Gran Premi de Primavera
  - 1r al Gran Premi Pascuas
  - Vencedor de 2 etapes a la Volta a Espanya

### Resultats a la Volta a Espanya
- 1966. 12è de la classificació general. Vencedor d'una etapa
- 1967. Abandona. Vencedor d'una etapa
- 1968. 24è de la classificació general. Vencedor d'una etapa
- 1969. 23è de la classificació general. Vencedor d'una etapa
- 1970. Abandona
- 1971. 16è è de la classificació general
- 1972. 6è de la classificació general. Vencedor de 2 etapes. 1r de la classificació per punts
- 1973. 44è de la classificació general. Vencedor d'una etapa
- 1974. 5è de la classificació general. Vencedor de 2 etapes. 1r de la classificació per punts
- 1975. 2n de la classificació general. Vencedor d'una etapa
- 1976. 17è de la classificació general
- 1977. 4t de la classificació general
- 1978. 22è de la classificació general. Vencedor de 2 etapes

### Resultats al Giro d'Itàlia
- 1971. 34è de la classificació general. Vencedor d'una etapa
- 1972. Abandona
- 1973. 37è de la classificació general. 1r de la Classificació dels esprints intermedis
- 1975. 41è de la classificació general. Vencedor d'una etapa
- 1977. 52è de la classificació general

### Resultats al Tour de França
- 1966. 18è de la classificació general
- 1969. 38è de la classificació general
- 1970. 90è de la classificació general
- 1974. 44è de la classificació general. 1r del Gran Premi de la Muntanya
- 1976. 71è de la classificació general